# Sámi Nisson Forum
Sámi Nisson Forum, på norska Samisk Kvinneforum och på svenska Samiskt Kvinnoforum, är en allsamisk förening, som bildades 1993 som ett nätverk av samekvinnor från inre Finnmark, som ville öka kvinnors medverkawn i den egna kommunens och den egna regionens politiska liv. Samisk Kvinneliste i Karasjok hade dessförinnan ställt upp i det första valet till det norska sametinget 1989 och var basen för Samisk KvinneForum.
År 1998 blev Sámi Nisson Forum en allsamisk organisation med medlemmar i fyra länder och en vald styrelse.
Föreningen har inte något sekretariat eller fast anställda. Styrelsen består av fem personer, varav en samordnar arbetet och är projektledare.  
Sámi Nisson Forum blev vid sitt grundande tillsammans med Sáráhkka en del av en nyuppväckt samisk kvinnorörelse, som övertog arvet från Brurskankens samiske kvindeforening 1910, vilken senare lades ned  1931. 
Föreningen har sedan 1996 gett ut tidskriften Gába och får driftsbidrag från norska Sametinget och 